# Операција Леденице ’93
Операција Леденице ’93 био је напад Војске Републике Српске за разбијање предњег краја одбране муслиманске 107. витешке моторизоване бригаде код Градачца и вршење притиска на АРБиХ. Акција је била успјешна и сва села сјеверно од Градачца су заузета.

## Ток догађаја
Одмах 1. јануара ВРС је потиснула ХВО и АРБиХ до самог града Градачца, заузела Борово Поље, Горње Леденице, Доње Леденице и коначно Пожарике и Сибовац. ВРС је у овој офанзиви избила од крста у Гајевима до укрштања улица Пожаричких бранилаца и Сарајевске, и ослободила око 30 км². ВРС је тиме имала бољи поглед на гранатирање Градачца, а српска села у Шамцу и Пелагићеву су била још сигурнија.

## Последице
Армија Републике Босне и Херцеговине је 1994. године покренула операцију "Исток '94" узимајући Сибовац, дјелове осталих села и површину од 25 км².